# Chiquitos

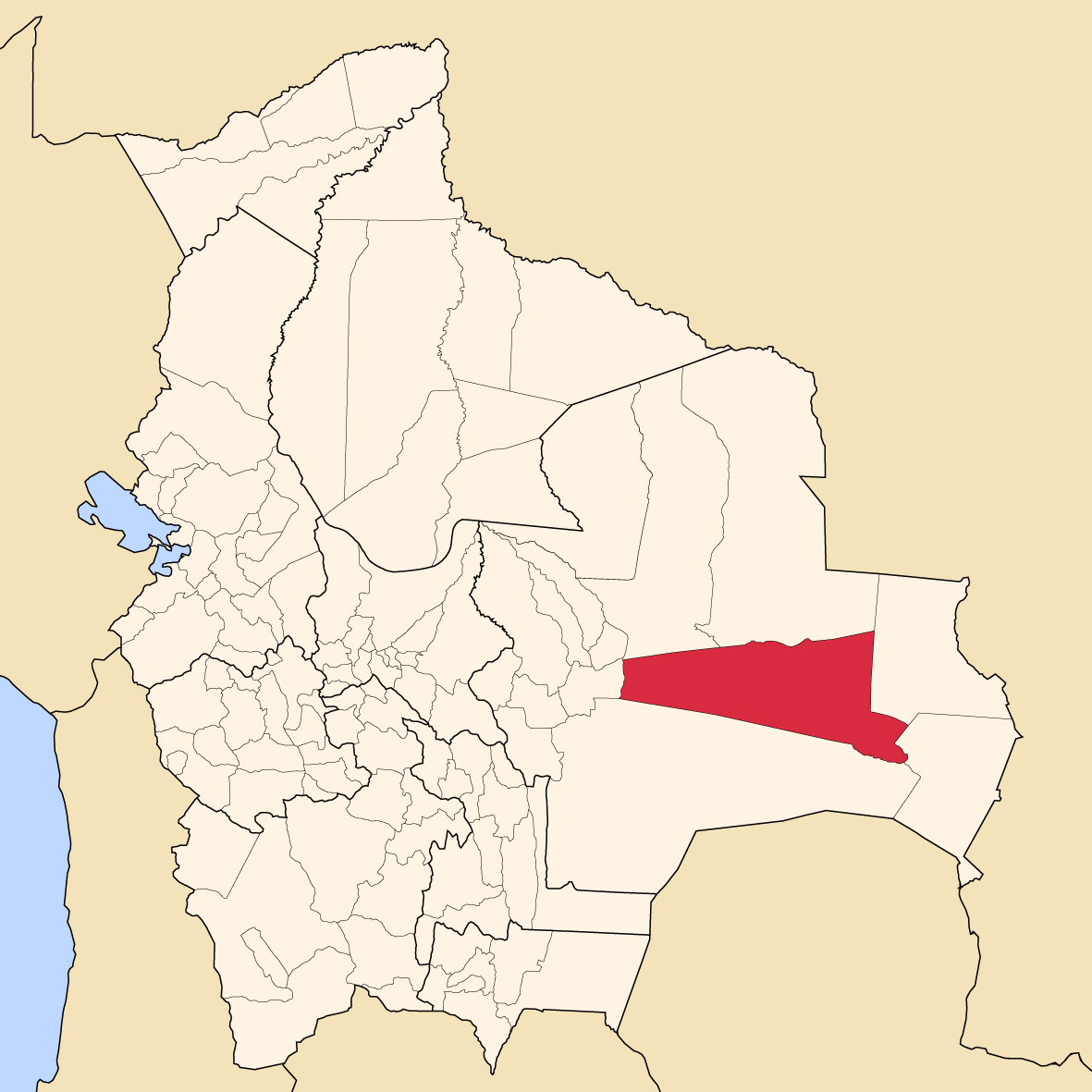
Chiquitos läge i Bolivia

Chuiquitos är en provins i departementet Santa Cruz med regnsavann i östra Bolivia. 
Chiquitos betyder små på spanska och är det namn de spanska conquistadorerna gav regionen, efter att ha sett de små ingångarna på ursprungsfolkens bostäder i regionen. Omkring 20 olika folkgrupper lever idag i Chuiquitos.
Under 1700-talet etablerades jesuitiska och franciskanska bosättningar runt omkring i regionen. De var utopiska byar baserade på att lära ut katekism och religiöst/europeiskt relaterade aktiviteter som barockmusik, hantverk och jordbruk. Sex kyrkor (San Francisco Javier, Concepción, Santa Ana, San Miguel, San Rafael och San José) finns kvar sedan den tiden och utgör tillsammans världsarvet Jesuitmissionerna i Chiquitos.
I området hålls vartannat år en internationell barock- och renässansmusikfestival där ett antal lokala ensembler och körer deltar. Under den senaste festivalen som hölls 27 april till 7 maj 2006 gav 46 orkestrar från 20 länder fler än 100 konserter på 16 olika platser.